# Шатров, Николай Константинович
Никола́й Константи́нович Шатро́в  (3 декабря 1905 — 22 октября 1937) — советский военнослужащий, боец РККА, танкист, старший лейтенант танковых войск, участник гражданской войны в Испании 1936—1939 годов.
Герой Советского Союза (2 марта 1938, посмертно).

## Биография
Николай Шатров родился в 1905 году в деревне Гудково (ныне расположена на территории Поназыревского района Костромской области) в семье крестьянина. По национальности — русский. Шатров рано осиротел, беспризорничал и вскоре попал на воспитание в детский дом. После окончания семилетней школы и совпартшколы в городе Муром работал слесарем на заводе. С 1923 по 1929 год он проходил срочную службу в Красной Армии. В 1927 году вступил в ВКП(б).
В 1931 году Шатров вновь призван в Красную Армии и направлен в танковые войска. После окончания Саратовской бронетанковой школы в 1932 году, проходил службу в 13-й механизированной бригаде в должности командира роты учебного танкового батальона.
С начала национально-революционной войны в Испании Николай Константинович неоднократно писал рапорта, но очередь дошла только летом 1937 года. Именно в июле 1937 года старший лейтенант Шатров с последней группой добровольцев, через Ленинград и Париж, был направлен в Испанию, в распоряжение комбрига Дмитрия Павлова. Вновь прибывшее пополнение было направлено на Арагонский фронт, где шли самые ожесточённые бои. Танковая группа майора Кондратьева, в которой оказался Шатров, поддерживала наступление на город Сарагосу группировки «Д», куда, кроме анархистских частей, входили дивизии Листера и генерала Вальтера.
Танки под командованием Николая Шатрова, атакуя сильно укреплённые форты, шли во главе наступающих анархистов. В боях под Фуэнтес-де-Эбро (юго-восточнее города Сарагоса) он неоднократно лично водил роту в атаку, показывая подчинённым образцы мужества и храбрости. Именно он придумал особый тактический манёвр, позволяющий успешно вести бой с противотанковыми артиллерийскими батареями. Кроме того, Шатров проявил личную храбрость, уничтожив в боях несколько вражеских батарей.
22 октября 1937 года во время очередной атаки танк, в котором находился Шатров, был подбит. При устранении неисправности он был убит франкистским снайпером.
2 марта 1938 года Указом Президиума Верховного Совета СССР за героизм и мужество, проявленные при выполнении воинского и интернационального долга, старшему лейтенанту Николаю Константиновичу Шатрову было посмертно присвоено звание Героя Советского Союза.

## Награды
- Герой Советского Союза (посмертно), с вручением ордена Ленина (2 марта 1938 года).

## Память
- Имя Героя Советского Союза Николая Шатрова носит улица в посёлке Поназырево.
- В СПТУ-16 посёлка Поназырево открыт музей боевой славы Героя.